# Bryant Baker
Pour les articles homonymes, voir Baker.
Percy Bryant Baker, né le 8 juillet 1881 à Londres au Royaume-Uni et mort le 29 mars 1970 à New York aux États-Unis, plus connu sous le nom de Bryant Baker, est un sculpteur américain d'origine britannique. Il sculpte un certain nombre de bustes d'américains célèbres (dont cinq présidents). En 1910, la reine Alexandra du Royaume-Uni lui demande de créer un buste du roi Édouard VII.

## Biographie
Bryant Baker naît le 8 juillet 1881 à Londres au Royaume-Uni, de John Baker, un sculpteur . Son père et son grand-père sculpteur ont tous deux travaillé sur des sculptures en bois et en pierre à l'abbaye de Westminster. Son frère, Robert P. Baker, est également un sculpteur de renom. Il devient apprenti sculpteur de son père et sculpte des statues gothiques pour Beverley Minster et des éléments décoratifs pour le Victoria and Albert Museum. Il étudie l'art et la sculpture au City and Guild Technical Institute, puis à la Royal Academy of Arts. Il est diplômé de cette dernière en 1910 .
En 1910, la reine Alexandra lui commande de sculpter un buste d'Édouard VII. Elle est si impressionnée par son travail qu'elle lui a ensuite demandé de concevoir une statue grandeur nature d'Édouard VII, puis un buste en marbre du prince Olaf de Norvège, âgé de neuf ans.
Franc-maçon, Bryant Baker fait partie de la loge constitutionnelle n° 294 à Beverley dans le Yorkshire de l'Est en Angleterre.
En 1916, Bryant Baker émigre aux États-Unis, où il s'enrôle dans l'armée américaine. Il sert pendant la Première Guerre mondiale dans les hôpitaux militaires, fabriquant des membres artificiels et des masques faciaux pour les soldats blessés. Il devient citoyen américain en 1923.
En 1928, le pétrolier millionnaire de l'Oklahoma E. W. Marland (en) parraine un concours de 100 000 $ pour la création d'une statue honorant les femmes pionnières du vieil ouest américain américain. Bryant Baker remporte le concours de design et, en 1930, sa statue de 27 pieds (8,2296 m) de haut, 12 000 livres (5 443,10844 kg), Pioneer Woman, est inaugurée à Ponca City, Oklahoma. Elle devient son œuvre la plus connue. En 1957, Bryant Baker est élu à la National Academy of Design en tant que membre associé et  devient membre à part entière en 1959[réf. nécessaire].
Bryant Baker ne s'est jamais marié. Au cours de ses dernières années, il vit dans le gratte-ciel The Gainsborough au 222 West 59th Street à New York. Il meurt de causes non précisées à l'hôpital St. Barnabas dans le Bronx le 29 mars 1970. Il est incinéré et ses cendres enterrées à l'église Saint-Pierre de Fordcombe, dans le Kent, en Angleterre.

## Après sa mort
Peu de temps après sa mort, le contenu de son atelier de New York est acheté et transféré au EW Marland Mansion à Ponca City[réf. nécessaire]. Le manoir est aujourd'hui connu sous le nom de Centre culturel de Ponca City, et le studio de Baker ainsi que des copies de plusieurs de ses œuvres y sont exposés[réf. nécessaire].

## Œuvres notables
- Pioneer Woman, 1930, Ponca City, Oklahoma, 27 pieds ( Unité «  » inconnue du modèle {{Conversion}}.) grand
- Plaque de portrait de Stephen Tyng Mather, 1930, avec des moulages dans des dizaines de zones du US National Park Service
- Grover Cleveland, 1932, Buffalo, New York, taille monumentale
- Millard Fillmore, 1932, Buffalo, New York, taille monumentale
- L'Apres-Midi d'un Faune, 1934, Brookgreen Gardens, Murrells Inlet, Caroline du Sud
- John M. Clayton, 1934, National Statuary Hall Collection, Washington DC (pour le Delaware )
- Caesar Rodney, 1934, National Statuary Hall Collection, Washington DC (pour le Delaware)
- Statue d'Abraham Lincoln, 1935, Delaware Park, Buffalo, New York [8]
- Buste de Cordell Hull, 1943, OAS Aztec Garden, Washington, DC ( voir aussi : Liste de l'art public dans le quartier 2 )
- William Borah, 1947, National Statuary Hall Collection, Washington DC (pour l'Idaho )
- George Washington, 1950, George Washington Masonic National Memorial, Alexandrie, Virginie
- William C. Gorgas, 1954, Département de la santé du comté de Mobile, Mobile, AL
- Charles Penrose, 1956, anciennement de la Newcomen Society des États-Unis
- Buste de Sir Winston Churchill, 1958, National Portrait Gallery, Smithsonian Institution [9]

Selon la Smithsonian Institution, plusieurs exemplaires des œuvres de Baker se trouvent au centre culturel de Ponca City, à Ponca City, en Oklahoma 

### Galerie

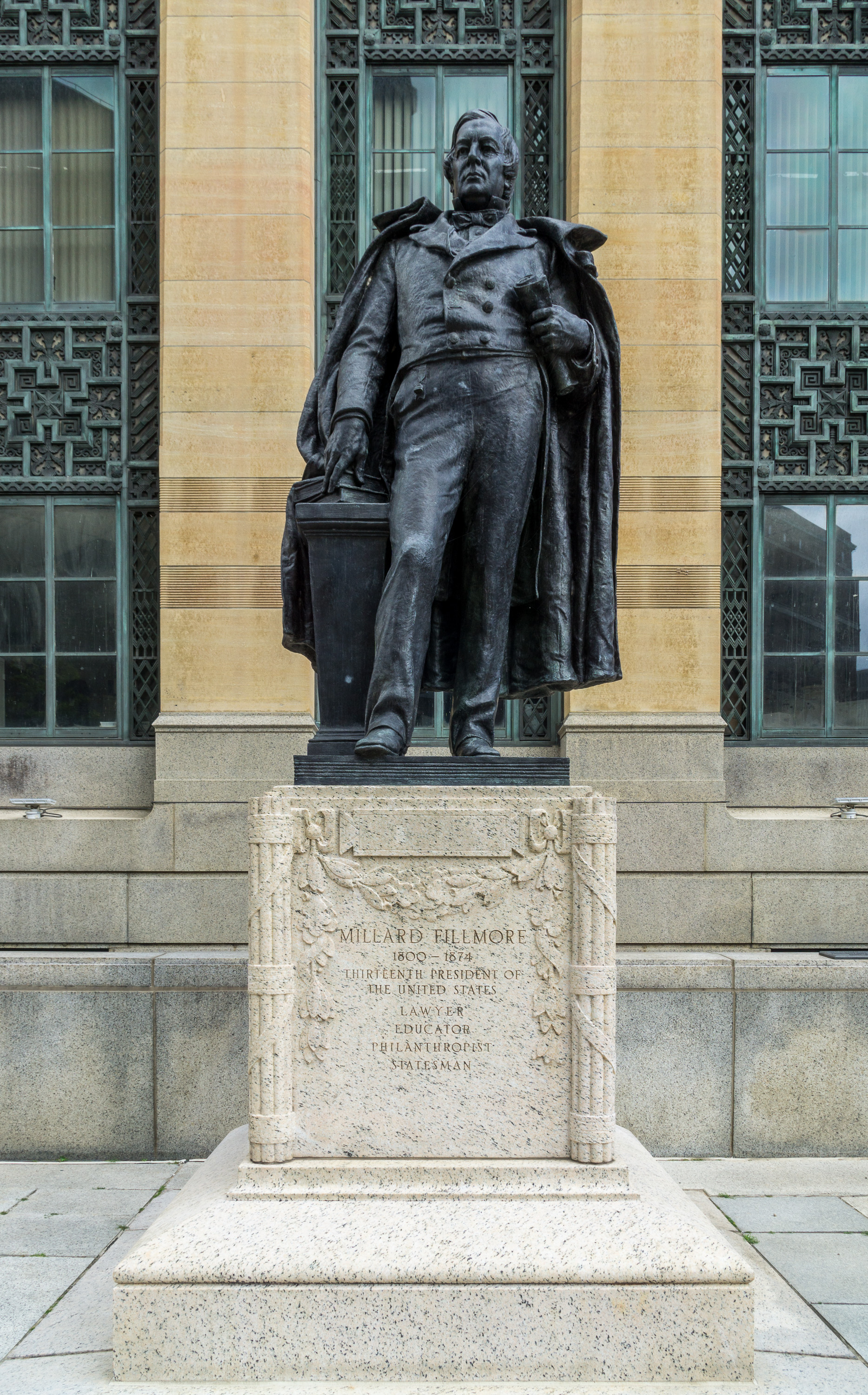
Millard Fillmore, hôtel de ville de Buffalo, Buffalo, New York, 1930
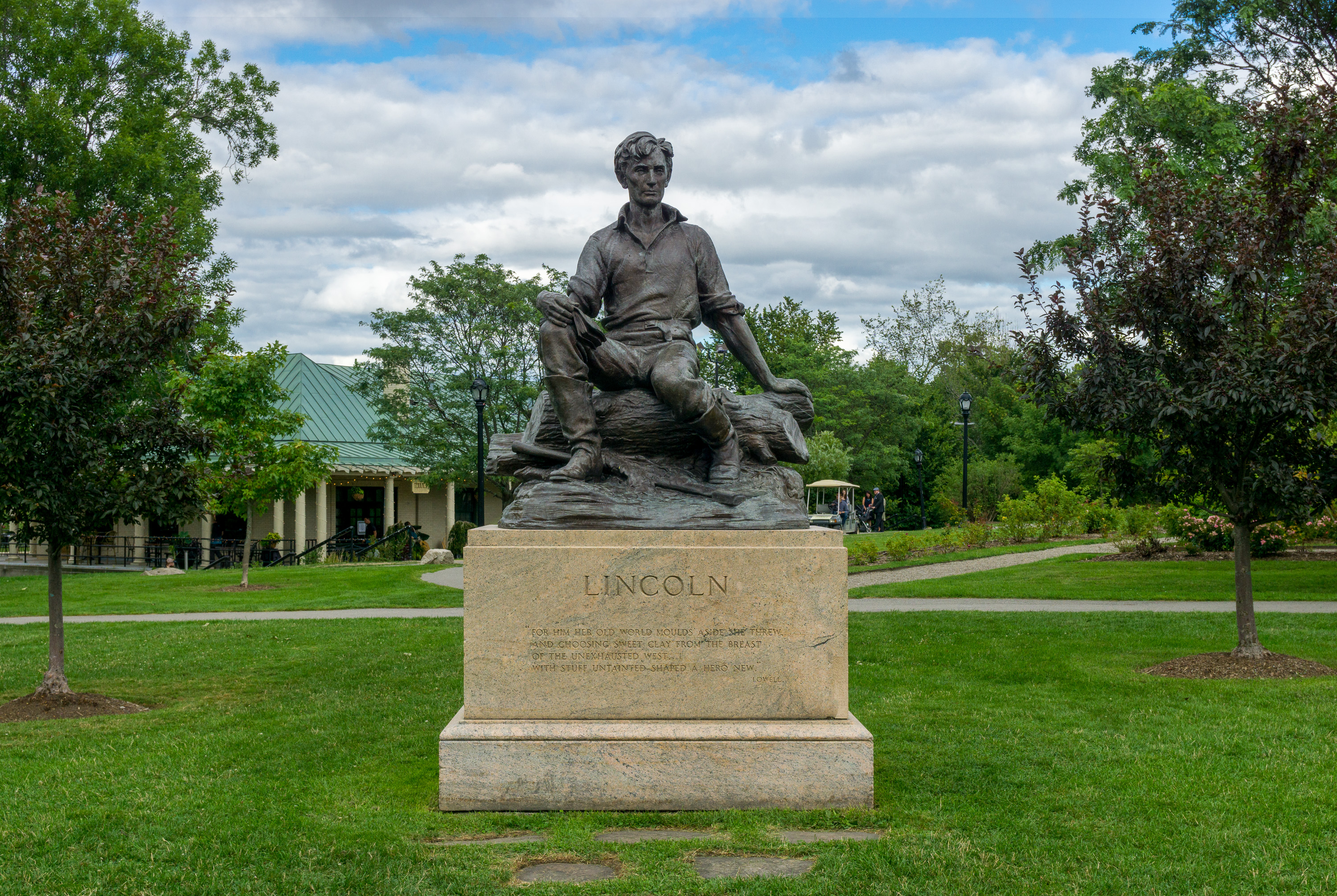
Abraham Lincoln, Delaware Park, Buffalo, New York, 1935
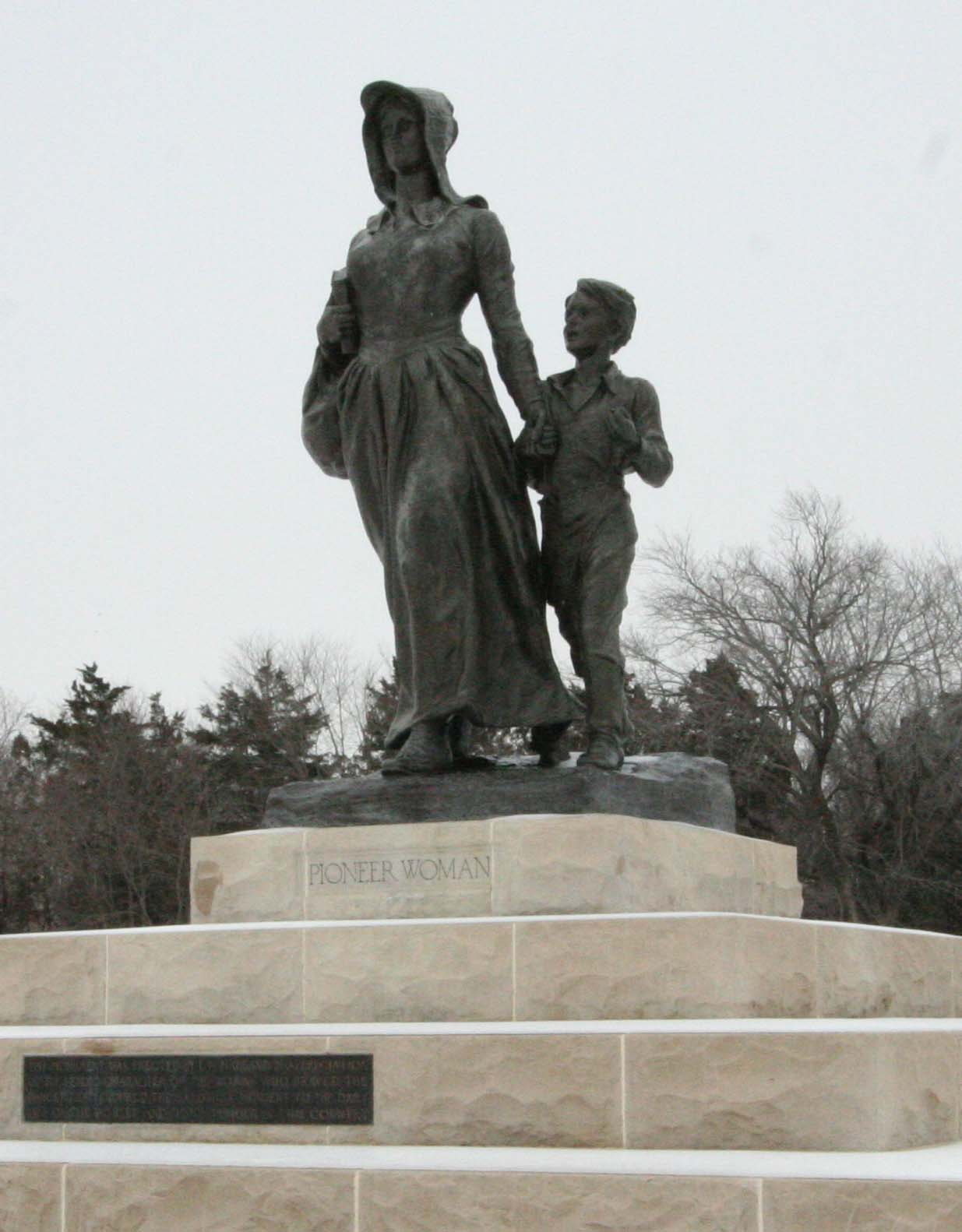
Pionnière, Ponca City, Oklahoma
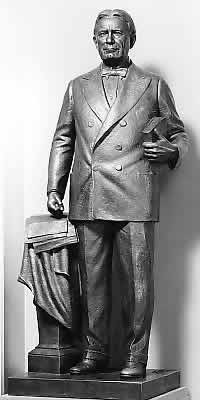
William Borah , Washington, DC, 1947
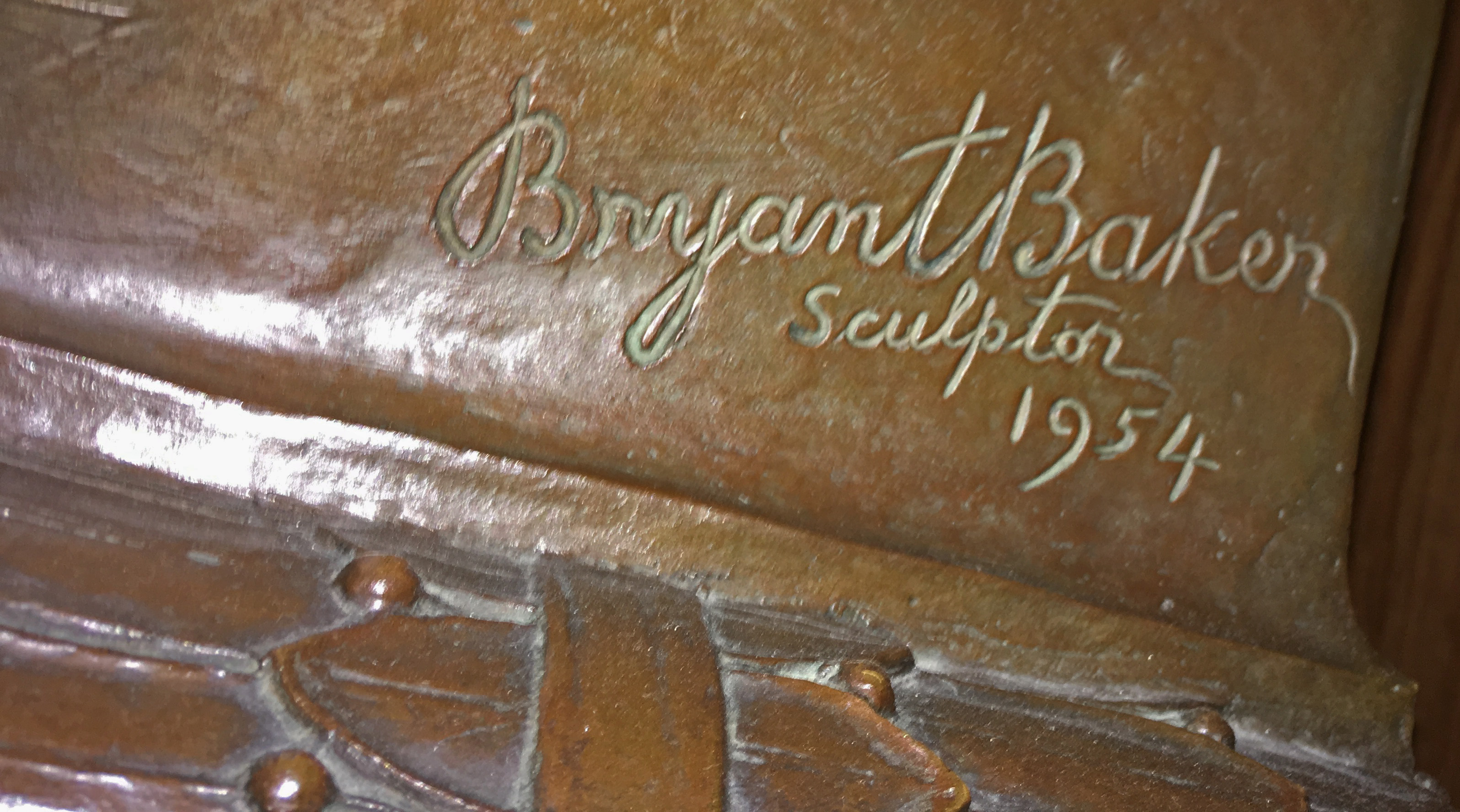
Signature de l'artiste, 1954
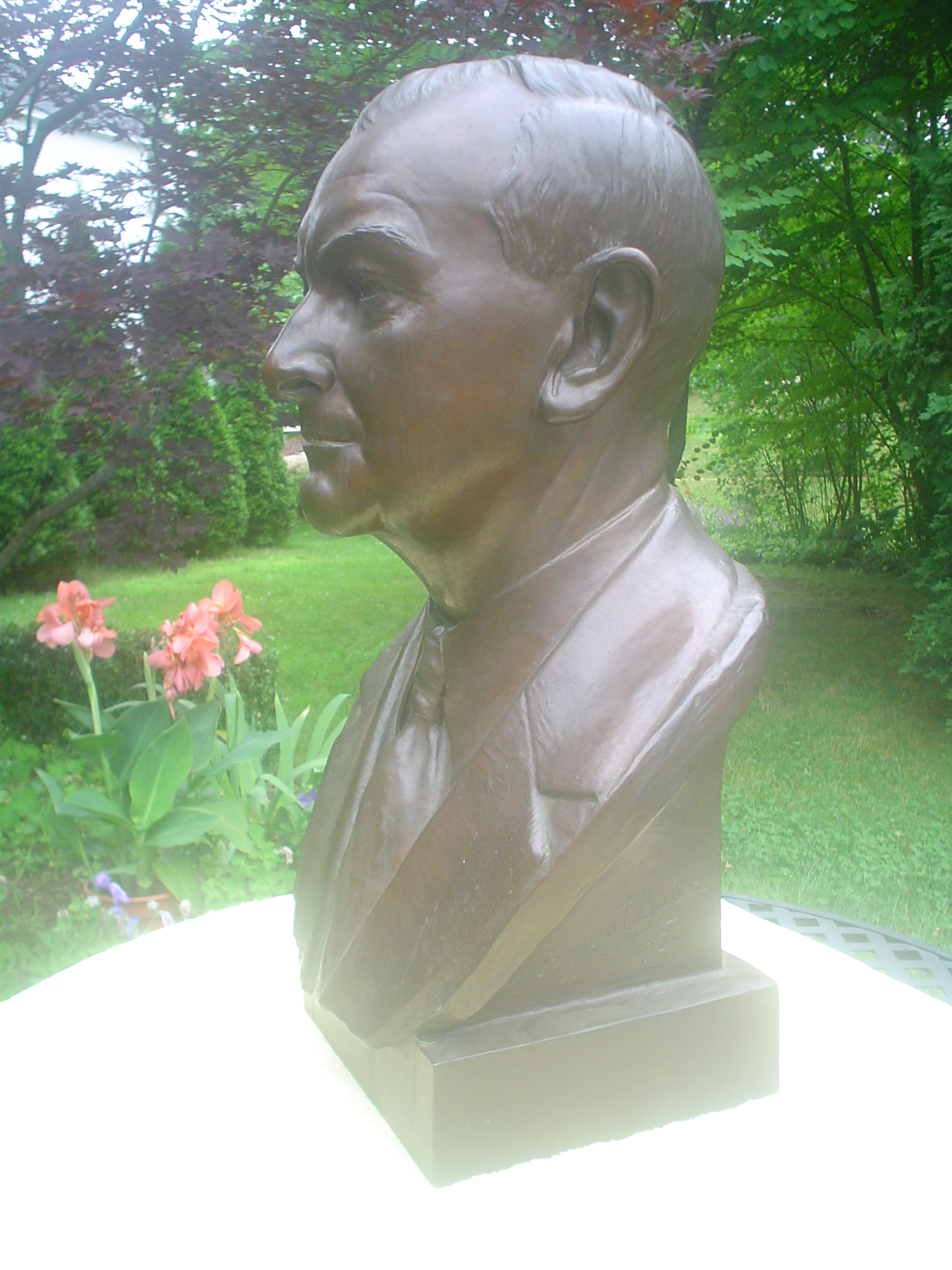
Charles Penrose, 1956